# 我们是一家人
《我们是一家人》，又名《我们同是一家人》，是一部2011年首播的中国大陆都市、家庭、情感生活剧，由天津文化艺术音像出版社有限公司、钒博宣（北京）文化传媒有限公司和西安美亚文化传播有限公司联合出品，香港导演卫翰韬执导，并由王馥荔、贾妮、杨幂、王骁、任东霖、陈虹池等领衔主演。全剧讲述了一个原本幸福美满的家庭因突如其来的私生女而陷入矛盾重重的分裂边缘，历经风雨之后，一家人终于重新团聚、和好如初的故事。
本剧于2010年4月22日正式开机，先后在河北涿州和北京取景拍摄，同年7月12日杀青关机。2011年1月27日，本剧在天津电视台文艺频道全国首播，2012年1月2日在甘肃卫视黄金档上星播出。

## 演员阵容
| 角色   | 演员   | 备注 |
| 林美惠 | 王馥荔 | 赵鹏飞的妻子，是一个非常固执的母亲，在教育子女方面，秉持着封建式家长的方式：有着超级强烈的控制欲，对儿女的一切都要过问，甚至私拆儿女信件，在她看来，这是母亲理所当然的权利，也是对孩子们的关爱。然而有着独立人格与自尊的子女，尤其是次女赵青与次子赵磊，拒绝接受这种母爱。难以逾越的代沟造成了两代人激烈的矛盾。而为了这个家庭，林美惠也能识大体、顾大局，忍辱负重，大度地接受丈夫的情人。 |
| 夏佳佳 | 杨幂   | 夏文洁的女儿，而以為是赵鹏飞的私生女，後發現其實是戴魏的親生女兒，是一个活泼开朗、阳光善良的女孩。她个性直来直去，有自己的价值观和道德观，她出身单亲家庭，与母亲相依为伴，一直努力做个贴心的好女儿。但从香港留学归来，她却发现，原来自己是富商赵鹏飞的私生女，母亲是做了第三者才生下她。当她知道母亲是跟赵家要了一大笔钱才将自己抚养长大，并送她去香港留学时，她与母亲的感情出现了裂痕。对母亲的感情由爱转恨，夏佳佳非常矛盾，当她知道赵家女主人林美惠与母亲曾是好朋友却遭到背叛时，她会同情安慰林美惠。她的真诚、善良和直率让两代人的恩怨情仇有了治愈的可能。而此时，她又认识了赵鹏飞的小儿子赵磊，两人在不打不相识和互相斗嘴间暗生情愫，但因為一直以來以為趙磊是同父異母的哥哥，但在相處過程中卻漸漸對趙磊產生好感，當两人终于整理好感情决定不爱了的时候，一份亲子鉴定說自己與趙家沒有血緣關係，但這也讓她跟趙磊能再一起了 |
| 赵磊   | 王骁   | 赵家的小儿子，老四，富二代，因为在一场车祸中目睹几位好友的死去而变得有些颓废，在醉生梦死中沉沦。在家人的眼中，他似乎已经变成了“废人”。直到父亲去世，赵磊才渐渐开始反思自己的生活，寻找救赎自己的出路。然而他的努力，却总是得不到家人的认可，无论他做什么事，在母亲和哥哥姐姐看来都是胡闹。他渴望成长，家人却没有给予他成长的空间。他与“仇人”之女夏佳佳的感情，更一度被家人视作奇耻大辱，这个内心善良的年轻人，用一个人的坚持，对抗着整个家族的观念，一開始以為夏佳佳是同父異母的妹妹，但在相處過程中卻漸漸對夏佳佳產生好感，當两人终于整理好感情决定不爱了的时候，一份亲子鉴定說自己和夏佳佳没有血缘关系，但這也讓她跟夏佳佳能再一起了 |
| 赵红   | 贾妮   | 赵家的大女儿，老大 |
| 赵涛   | 任东霖 | 赵家的大儿子，老二 |
| 赵青   | 陈虹池 | 赵家的二女儿，老三 |
| 林正德 | 李耕   | 林美惠的弟弟 |
| 张东   | 赵锦焘 | 赵青的男友 |
| 夏文洁 | 顾艳   | 赵鹏飞的情妇 |
| 刘元森 | 王涛   | 赵红的丈夫 |
| 田丽   | 王维维 | 赵涛的妻子 |
| 赵鹏飞 | 姬麒麟 | 赵家男主人，以為是夏佳佳的親生父親，但去驗了親子鑑定，兩人並沒有血緣關係 |
| 郑智   | 王冰   | 赵青的前男友 |
| 朱波   | 谭伯伟 | 赵青的前男友 |
| 秋秋   | 蒋依依 | 赵红的女儿 |
| 戴巍   | 胡沙   | 夏佳佳的親生父親 |
| 蒋倩   | 梁靖   | |
| 邓远   | 周航   | |
| 李娜   | 李依蔓 | |
| 唐阿姨 | 海燕   | |
| 王娜   | 张春怡 | |